# Popławy (rejon tarnopolski)
Popławy (ukr. Поплави) – wieś na Ukrainie, w obwodzie tarnopolskim, w rejonie tarnopolskim.
Do 2020 w rejonie podhajeckim.
W czasie okupacji niemieckiej mieszkające tutaj ukraińskie małżeństwo, Marko i Maryna Baranowscy, udzielało pomocy Żydom. W 2019 roku Instytut Jad Waszem uhonorował je za to tytułami Sprawiedliwych wśród Narodów Świata.